# L'Éternelle Mélodie

L'Éternelle Mélodie (Der ewige Klang ; Eternal Tone) est un film allemand réalisé par Günther Rittau, sorti le 15 juillet 1943, d'après un scénario d'Artur Kuhnert.

## Fiche technique
- Réalisation : Günther Rittau
- Scénario : Artur Kuhnert

## Distribution
- Olga Tchekhova : la chanteuse Joséphine Malti
- Elfriede Datzig : Thérèse
- Rudolf Prack : Berthold
- Ernst Wilhelm Borchert : Matthias
- Georges Boulanger et son ensemble
- Georg Vogelsang : Florian

## Article annexe
- Liste des longs métrages allemands créés sous le nazisme